# Grażyna Borek
Grażyna Borek z domu Bury (ur. 28 grudnia 1956 w Bażanówce) – polska urzędniczka, polityk samorządowa, w 2015 wicewojewoda podkarpacki.

## Życiorys
Urodziła się 28 grudnia 1956 w Bażanówce. Ukończyła szkołę średnią rolniczą oraz studia na kierunku socjologii w Wyższej Szkole Społeczno-Gospodarczej w Tyczynie. Pracowała w Urzędzie Gminy w Zarszynie, w Ośrodku Doradztwa Rolniczego w Iwoniczu, w Podkarpackim Ośrodku Doradztwa Rolniczego w Boguchwale, została głównym specjalistą w Ośrodku Doradztwa Rolniczego w Sanoku. Od 2011 do 2012 była prezesem Stowarzyszenia Kobiet Gminy Zarszyn, zaangażowała się w działalność Stowarzyszenia Miłośników Ziemi Bażanowsko-Jaćmierskiej, Lokalnej Grupie Działania „Dorzecze Wisłoka”.
Od 1977 należała do ZSL, później przystąpiła do PSL. Od 1994 do 2002 przez dwie kadencje pełniła mandat radnej Rady Gminy Zarszyn. W wyborach samorządowych w 2006, 2010 i 2014 zdobywała mandat Rady Powiatu Sanockiego, w tym w kadencji 2010–2014 była członkiem zarządu powiatu sanockiego.
16 czerwca 2012 została wybrana na prezesa zarządu PSL powiatu sanockiego jako pierwsza kobieta na czele powiatowych struktur na Podkarpaciu w ponad 100-letniej historii stronnictwa. Była sekretarzem Zarządu Wojewódzkiego PSL w województwie podkarpackim, została członkiem ZW PSL kadencji 2016–2020 i rzecznikiem dyscyplinarnym tego gremium.
12 stycznia 2015 została powołana na stanowisko wicewojewody podkarpackiego, a dzień później objęła tę funkcję, którą pełniła do 9 grudnia 2015. Po objęciu tego urzędu złożyła mandat radnej powiatu sanockiego.
W wyborach parlamentarnych w 2005, 2015 i 2023 bez powodzenia kandydowała do Sejmu RP w okręgu wyborczym nr 22. W wyborach samorządowych w 2018 i 2024 bezskutecznie ubiegała się o mandat radnej Sejmiku Województwa Podkarpackiego.

## Życie prywatne
Zamężna z Janem. Ma syna Łukasza i córkę dr Magdalenę Konieczny, która została prorektorem PWSZ w Sanoku.

## Odznaczenia
- Medal Grzegorza z Sanoka (2003)[19]
- Medal im. Wincentego Witosa (2012)[8]
- Złoty Krzyż za Zasługi dla Związku Weteranów i Rezerwistów Wojska Polskiego (2015)[20]